# Каганец (село)
Каганэць (укр. Каганець) — ликвидированное село, 
Олейниковский сельский совет,
Сахновщинский район,
Харьковская область.

## Происхождение названия
Название произошло от того, что село находилось на большой возвышенности, занимая выгодное положение во времена татарских набегов.

## Географическое положение
Село Каганэць находилось на правом берегу реки Орель, выше по течению на расстоянии в 1,5 км расположено село Яковлевка, располагалось ближе к речке на расстоянии в 1,0 км расположено село Марьевка, на противоположном берегу — центр села Олейники.